# Pseudominthodes scutellaris
Pseudominthodes scutellaris là một loài ruồi trong họ Tachinidae.